# ГЕС Jim-Gray
ГЕС Jim-Gray – гідроелектростанція у канадській провінції Квебек. Знаходячись перед малою ГЕС Adam-Cunningham (7 МВт), становить верхній ступінь каскаду на річці Shipshaw, котра тече в південному напрямку до впадіння ліворуч у Сагне (за сто вісімдесят кілометрів на північний схід від міста Квебек впадає так само ліворуч до річки Святого Лаврентія, яка дренує Великі озера).
В межах проекту Shipshaw перекрили земляною греблею Chute-des-Georges висотою 54 метри та довжиною 310 метрів, створений якою підіпр призвів до появи водосховища з площею поверхні 36,5 км2 та об’ємом 183 млн м3. Ця водойма витягнулась по долині річки на півтора десятки кілометрів, крім того, від греблі на захід розповсюдилась велика затока. В останній на відстані 1,6 км від Chute-des-Georges облаштували бетонну гравітаційну споруду для перепуску надлишкової води під час повені висотою 12 метрів і довжиною 280 метрів, а також водозабір, від якого до греблі понад 5 км.
Захоплений водозабором ресурс по дериваційному тунелю прямує на південь до розташованого за 1,1 км вирівнювального резервуару надземного типу із розміщеним на фермовій конструкції баком. Ще через 0,25 км вода потрапляє до машинного залу, обладнаного двома турбінами загальною потужністю 63 МВт, які забезпечують виробництво 410 млн кВт-год електроенергії на рік.
Відпрацьована вода по відвідному каналу довжиною 0,3 км потрапляє до озера до Lac Brochet, на виході з якого в Shipshaw знаходиться машинний зал зазначеної вище малої станції Adam-Cunningham.
Можливо також відзначити, що у верхній течії Shipshaw споруджена гребля Pamouscachiou-1, котра спрямовує ресурс на ГЕС Bersimis 1, що відноситься до каскаду у сточищі Betsiamites (впадає ліворуч до річки Святого Лаврентія  за три сотні кілометрів на північний схід від Квебеку).